# Autobomba di piazza Barberini
L'autobomba di piazza Barberini a Roma fu una fallita azione terroristica che, poco dopo le 10:15 del mattino del 17 giugno 1973, causò l'esplosione accidentale di una Mercedes 200 imbottita di esplosivo con 2 terroristi a bordo, Abdel Hamidi Shilj, 28 anni, con passaporto giordano e Abdel Hadi Nakaa 34 anni, con passaporto siriano, salvatisi seppur feriti; l'autobomba era forse destinata a colpire gli uffici delle Linee aeree israeliane El Al.
I due arrestati vengono rimessi in libertà il 9 agosto 1973, facendo perdere le loro tracce.